# شجاعان تنها هستند
شجاعان تنها هستند (به انگلیسی: Lonely are the Brave) فیلمی وسترن بر اساس رمان کابوی شجاع ادوارد ابی با فیلمنامه‌ای نوشته دالتون ترامبو به کارگردانی دیوید میلر است که در سال ۱۹۶۲ منتشر شد.

## بازیگران
- کرک داگلاس در نقش جان دابلیو. «جک» برنز
- جنا رولندز در نقش جری باندی
- والتر ماتائو در نقش کلانتر موری جانوسون
- کرول اوکانر در نقش راننده کامیون

## جوایز
- جایزه بفتا برای کرک داگلاس